# John McRay
John Robert McRay (17 décembre 1931 - 24 août 2018) est archéologue, professeur émérite de Nouveau Testament au Wheaton College (Illinois),,. Il a supervisé des équipes de fouilles en Terre Sainte: Césarée, Sepphoris et Herodium.

## Œuvres remarquables
- (en) Alfred J. Hoerth et John McRay, The Bible Archaeology: An Exploration of the History and Culture of Early Civilizations, Lion Hudson Plc, 2019 (ISBN 9780857216977)
- (en) John McRay, Archaeology and the New Testament, Baker Academic, 2008 (ISBN 9780801036088)
- (en) John McRay, Paul: His Life and Teaching, Baker Academic, 2003 (ISBN 9780801024030)